# Bjørn Paulsen
Bjørn Paulsen (Sønderborg, 2 luglio 1991) è un calciatore danese, difensore o centrocampista dell'Odense.

## Caratteristiche tecniche
Spesso viene schierato nel ruolo di difensore centrale, ma una buona duttilità gli permette di essere utilizzato anche sulle fasce o a centrocampo come talvolta è accaduto all'Esbjerg. A inizio carriera era stato schierato anche da attaccante: possiede infatti caratteristiche offensive, tanto da riuscire a mettere a segno 17 gol e 16 assist nelle prime sette stagioni e mezzo trascorse nel campionato danese.

## Carriera

### Club
Nato ad Augustenborg, Paulsen è cresciuto è cresciuto in squadre del circondario di quell'area, la municipalità del capoluogo Sønderborg. Le sue squadre giovanili sono state Midtals IF, Haderslev FK, SUB Sønderborg e SønderjyskE.
Proprio nel SønderjyskE ha debuttato in prima squadra e in Superligaen all'età di 18 anni, precisamente il 25 aprile 2010, quando ha collezionato l'unica presenza della stagione 2009-2010 negli ultimi minuti della sfida persa 3-1 contro il Nordsjælland. Nel corso del campionato 2010-2011 ha messo a referto 21 apparizioni, di cui una da titolare. A fine stagione il tecnico Michael Hemmingsen ha cambiato squadra, al suo posto è arrivato Lars Søndergaard che ha schierato Paulsen 19 volte, facendolo partire dal primo minuto in tre occasioni. Nel 2012-2013 si è ritagliato maggiormente uno spazio da titolare, giocando spesso al centro della difesa.
Paulsen aveva iniziato al SønderjyskE anche la stagione 2015-2016, ma il 31 agosto 2015 è stato ceduto all'Esbjerg con cui ha firmato un contratto quadriennale. Da metà settembre fino a fine campionato ha giocato 90 minuti in tutte le partite rimanenti, ad eccezione di una giornata in cui era squalificato per somma di ammonizioni. È stato schierato stabilmente anche nella prima parte del campionato danese 2016-2017, fino alla cessione avvenuta nel corso della pausa invernale.
Nel gennaio del 2017 il giocatore danese ha iniziato la sua prima esperienza fuori dai confini nazionali con l'acquisto da parte degli svedesi dell'Hammarby, trasferimento costato circa 2 milioni di corone svedesi. A Stoccolma Paulsen ha ritrovato come neo allenatore il connazionale Jakob Michelsen, già suo tecnico al SønderjyskE per un paio di mesi. Nonostante il ruolo di centrocampista e talvolta addirittura di difensore, a fine stagione Paulsen ha segnato 8 reti in campionato risultando come il miglior marcatore della squadra, seppur in coabitazione con Pa Dibba. L'anno successivo invece ha realizzato 5 gol, giocando prevalentemente da centrale di difesa.
Nel gennaio 2019 si è trasferito nella seconda serie tedesca con la cessione dall'Hammarby all'Ingolstadt 04, con cui ha firmato un contratto fino all'estate 2021. La squadra ha chiuso quella rimanente parte di stagione con i play-out persi contro il Wehen Wiesbaden, tuttavia Paulsen è rimasto in rosa nonostante la retrocessione in terza serie. Al primo tentativo di risalita, i rossoneri hanno perso i play-off contro il Norimberga al sesto minuto di recupero della sfida di ritorno, ma al termine della stagione 2020-2021 ha contribuito alla promozione al punto da essere inserito nella top 11 di quell'edizione della 3. Liga. Ha lasciato l'Ingolstadt 04 nell'estate 2021 per fine contratto.
Nel giugno 2021 ha firmato un accordo di tre mezzo con l'Hammarby, squadra che lo ha potuto schierare a partire dal successivo 15 luglio ovvero alla riapertura della finestra estiva di mercato. Paulsen, che già era uno dei beniamini del pubblico biancoverde al punto tale che i tifosi avevano lanciato una raccolta fondi per riportarlo a Stoccolma, è tornato così al club dopo la cessione di due anni e mezzo prima. Nel corso della stagione 2022, tuttavia, il nuovo tecnico Martí Cifuentes lo ha utilizzato solo raramente da titolare, aspetto che lo ha portato ad essere ceduto nel mercato estivo.
L'11 luglio 2022, infatti, Paulsen è stato presentato in patria come nuovo giocatore dell'Odense a fronte della firma di un contratto triennale.

### Nazionale
Nel 2010 ha collezionato due presenze con la Danimarca Under-20, giocando la SuperCupNI. In questa competizione ha segnato una doppietta contro il Giappone.

## Palmarès

### Club

#### Competizioni nazionali
- 1. Division: 1

Odense: 2024-2025